# Joy Stubbe
Joy Stubbe (Gouda, 27 de julho de 1997) é uma jogadora de vôlei de praia neerlandesa.

## Carreira
Em 2013 atuou com Julia Wouters na edição do Campeonato Europeu Sub-18 em Maladziečna e terminaram na quarta posição.Na edição do Campeonato Europeu Sub-20 de 2015 esteve com Nika Daalderop na conquista da medalha de ouro em Larnaca e repetiram o feito em 2016 em Antália.
Em 2017 ao lado de Madelein Meppelink conquistou pelo Circuito Mundial de 2018 o título do torneio uma estrela em Aalsmeer e o quarto lugar no torneio tres estrelas em Lucerna.Em 2019 obteve com Marleen van Iersel o quarto lugar no torneio quatro estrelas em Itapema pelo circuito mundial.

## Títulos e resultados
- Torneio 1* de Aalsmeer do Circuito Mundial de Vôlei de Praia:2018
- Torneio 4* de Itapema do Circuito Mundial de Vôlei de Praia:2019
- Torneio 3* de Lucerna do Circuito Mundial de Vôlei de Praia:2018